# Прапор Бериславського району
Пра́пор Берисла́вського райо́ну — офіційний символ Бериславського району Херсонської області, затверджений 23 березня 2006 року рішенням сесії Бериславської районної ради. Автори символіки — Алябова A. Т., Базилевська Н. О., Кравченко О. В. та Чепак B. П.

## Опис
Прапор являє собою прямокутне полотнище зі співвідношенням сторін 2:3, що складається з трьох горизонтальних смуг: малинової, зеленої та синьої (1:2:1). На зеленій смузі зліва зображено жовтий дзвін, оточений колоссям пшениці з виноградним гроном знизу.